# Heterophrynus seriatus
Heterophrynus seriatus är en spindeldjursart som beskrevs av Cândido Firmino de Mello-Leitão 1940. 
Heterophrynus seriatus ingår i släktet Heterophrynus och familjen Phrynidae. Inga underarter finns listade i Catalogue of Life.